# المعاجم اليابانية
المعاجم اليابانية (باللغة اليابانية: 国語辞典، النطق بالأبجدية العربية: كوكوغو جيتن) هي معاجم لغوية تُعنى بشرح مفردات اللغة اليابانية وتفسيرها ضمن سياقاتها الاستعمالية. بدأت مسيرتها منذ ما يزيد على ثلاثة عشر قرنًا، حينما سعى الرهبان البوذيون في اليابان إلى فهم السُّتْرَات الصينية (النصوص الدينية المقدسة في الديانة البوذية)، فقاموا بتكييف المعاجم الصينية على نحوٍ يخدم حاجاتهم اللغوية والدينية. أما في العصر الراهن، فقد شهدت صناعة المعاجم اليابانية تحوّلًا نوعيًّا، حيث اتجه المعجميّون إلى اعتماد الوسائط الحاسوبية في إعداد المعاجم وتحريرها، إلى جانب تطوير قواميس رقمية تواكب احتياجات المستخدم المعاصر وتتيح خصائص بحث وتحليل متقدمة.

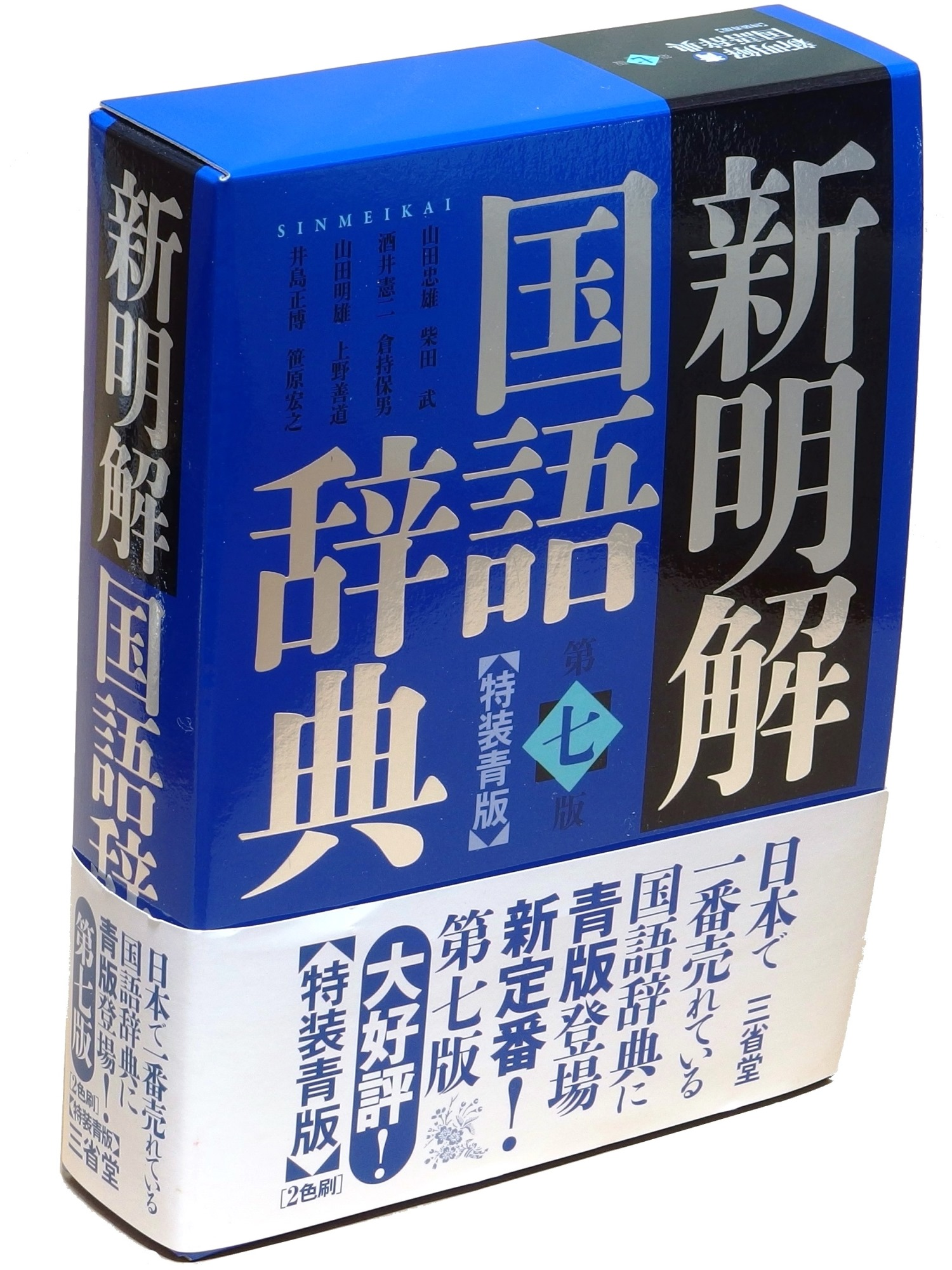
صورة لأحد المعاجم اليابانية.

## نشأت المعاجم اليابانية الحديثة
نشأ علم المعاجم الياباني في مراحله المبكرة من رحم المعاجم الصينية–اليابانية، وهو مسارٌ يجد نظائر له في لغات أخرى؛ فعلى سبيل المثال، تطوّر التأليف المعجمي في اللغة الإنجليزية من المعاجم اللاتينية–الإنجليزية. مع ذلك، فقد تميّزت المعاجم اليابانية الحديثة بقدرتها على التكيّف مع موجةٍ ثانية غير مسبوقة من التأثيرات الأجنبية، تمثّلت في معاجم اللغات الغربية واعتماد التهجين الصوتي للألفاظ.
خلال فترة التبادل التجاري مع الأوروبيين المعروفة باسم "عهد نانبان" (منذ عام 1543 حتى عام 1650)، حينما انفتحت اليابان على العالم الغربي، أصدرت مطبعة البعثة اليسوعية معجمين رياديين في تاريخ التأليف المعجمي. أولهما معجم راكويوشو (落葉集، أي "مجموعة الأوراق المتساقطة") الصادر عام 1598، وهو معجم أحادي اللغة، قدّم القراءات الصينية–اليابانية (كان–أون) واليابانية الأصيلة (كون–يومي) للرموز، وابتكر علامة الدائرة الصغيرة المرتفعة (الهاندَكُتِن، 半濁点) للدلالة على الصوت حرف /البيه الثقيلة/ في اللغات الغربية على سبيل المثال الحرف السادس عشر في اللغة الأبجدية الاتينية، كما قام بالتمييز بين صوت ها (は) وبا بالبيه الثقيلة (ぱ). أما المعجم الثاني، فهو نيبّو جيشو، وهو معجم ثنائي اللغة ياباني–برتغالي صدر بين عامي 1603 و1604 من قبل البعثة اليسوعية، ولا يزال يُستشهد به بوصفه مرجعًا موثوقًا في دراسة النطق الياباني القديم.

## تربيدأبرز معاجم اللغة اليابانية وشرح مصطلحاتها التعريفية
كوكوغو جيتن/جيشو (国語辞典 / 辞書)، أي "معجم اللغة الوطنية"، هو المصطلح الذي يُستخدم للدلالة على المعاجم اليابانية أحادية اللغة، أي المعاجم التي تُعرّف الكلمات اليابانية باللغة اليابانية ذاتها. تشير عبارة كوكوغو، أي "اللغة الوطنية"، إلى اللغة اليابانية بوصفها تُدرَّس وتُدرَك ضمن النظام التعليمي الياباني، وقد استعارتها الصينية لاحقًا تحت اسم قوهيو (国语) بالمعنى ذاته. أما مصطلح نيهونغو جيشو (日本語辞書)، أي "معجم اللغة اليابانية"، فهو مصطلح مستحدث يُستخدم حين يُراد التمييز بين اللغة اليابانية وغيرها من اللغات العالمية، أي في سياقات مقارنة أو سياقات دولية. توجد اليوم مئات من معاجم كوكوغو المطبوعة، تتراوح بين موسوعات ضخمة متعددة المجلدات، وطبعات مختصرة.
بدأ الخبير تانيكاوا كوتوسوغا (باللغة اليابانية: 谷川士清، 1709–1776)، أحد أعلام عهد إيدو، في تأليف أول معجم شامل للغة اليابانية، بعنوان واكون نو شيوُري أو واكونكان (اليابانية: 和訓栞، أي دليل النطق الياباني). صار هذا المعجم، المؤلَّف من تسعة مجلدات، مرجعًا مؤثِّرًا لألفاظ اللغة اليابانية الاتباعية، لكنه لم يُستكمل إلا بعد وفاة مؤلفه، حيث اكتمل لاحقًا ونُشر للمرة الأولى في عام 1887.
أول معجم فعلي حديث للغة اليابانية قام بتحريره النحوي والمترجم من اللغة الإنجليزية أوتسوكي فوميهيكو (باليابانية: 大槻文彦)، مستندًا في عمله الرائد إلى معجم ويبستر كنموذج. أصدر المعجم لأول مرة تحت عنوان غينكاي (باليابانية: 言海، أي بحر الألفاظ) بين عامي 1889 و1891. ثم نقّح وتمت اعادة تحريره في معجم موسّع من خمسة مجلدات تحت عنوان دايغينكاي (باليابانية: 大言海، أي البحر الكبير للألفاظ)، نُشر عبر دار فوزامبو بين عامي 1932 و1937. لا يزال هذا المعجم يُستشهد به إلى اليوم لتعريفاته الدقيقة وتأصيله اللغوي للألفاظ.
معجم اللغة الوطنية لليابان الكبرى (النطق الياباني بالأبجدية العربية: داي نيهون كوكوغو جيتن، باليابانية: 大日本國語辭典)، يضم المعجم الذي حرّره ماتسوي كانجي (松井簡治) ونُشر عبر دار فوزامبو بين عامي 1915 و1919، نحو 220,000 مدخلٍ لغوي، ويتميّز بشرحٍ تفصيلي للمفردات، مع توثيق شبه كامل للمصادر النصية التي وردت فيها.
المعجم الكبير (النطق الياباني بالأبجدية العربية: دايجيتن، باليابانية: 大辭典)، الذي حرّره شيموناكا ياسابورو (下中彌三郎) ونشرته دار هيبونشا بين عامي 1934 و1936، يعد أضخم معجم ياباني أحادي اللغة نُشر على الإطلاق. تضمَّن الإصدار الأصلي في ستةٍ وعشرين مجلدًا, وهو لا تزال متاحا حاليا علر نُسخ مختصرة منه. يحوي المعجم أكثر من 700,000 مدخلا لغويا مُرتّبةً وفقًا للنطق، وقد شمل المعجم طيفًا واسعًا من مفردات اللغة اليابانية.
يعد المعجم الياباني الكبير للغة الوطنية (النطق الياباني بالأبجدية العربية: نيهون كوكوغو دايجيتن، باليابانية: 日本国語大辞典)، الذي نشرته دار شوغاكوين بين عامي 1972 و1976، ثم في طبعته الثانية بين 2000 و2002، الخَلَف المباشر لمعجم اللغة الوطنية لليابان الكبرى (النطق الياباني بالأبجدية العربية: داي نيهون كوكوغو جيتن). تولّى الإشراف على تحريره ماتسوي شيغيكازو (باليابانية: 松井栄一)، حفيد ماتسوي كانجي. يحتوي هذا المعجم التاريخي متعدد المجلدات على نحو 500,000 مدخلا لغويا، ويُعدّ في الوقت الراهن أشمل مرجع لغوي للغة اليابانية.
المعاجم أحادية اللغة الأكثر مبيعا في اليابان ليست هي الأعمال الموسوعية الضخمة كـ"المعجم الياباني الكبير للغة الوطنية"، بل المعاجم العملية ذات المجلد الواحد. يمكن تصنيف هذه المعاجم إلى نوعين رئيسين: المعاجم كبيرة الحجم، التي تضم 100,000 - 200,000 مدخلا لغويا موزّعة على نحو 2000 إلى 3000 صفحة, والمعاجم متوسطة الحجم، التي تحتوي على 60,000 - 100,000 مدخلا لغويا ضمن نحو 1300 إلى 1500 صفحة.
فيما يلي عرضٌ لأهم المعاجم اليابانية أحادية اللغة، مع استبعاد الطبعات الأصغر حجمًا والأقل شمولًا.

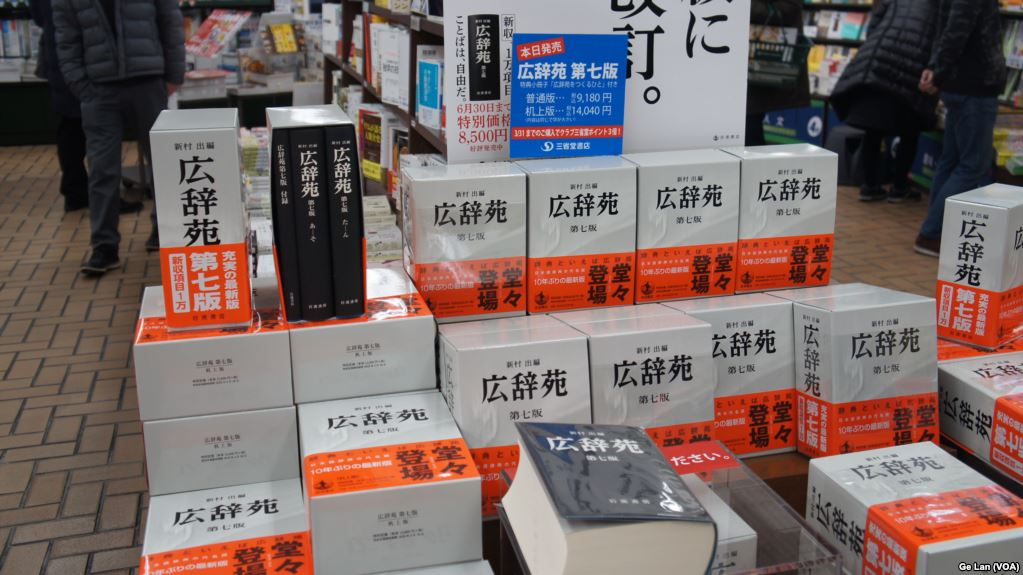
صورة لنسخ عديدة من معجم كوجيئين معروضة للبيع في أحد شوارع اليابان.

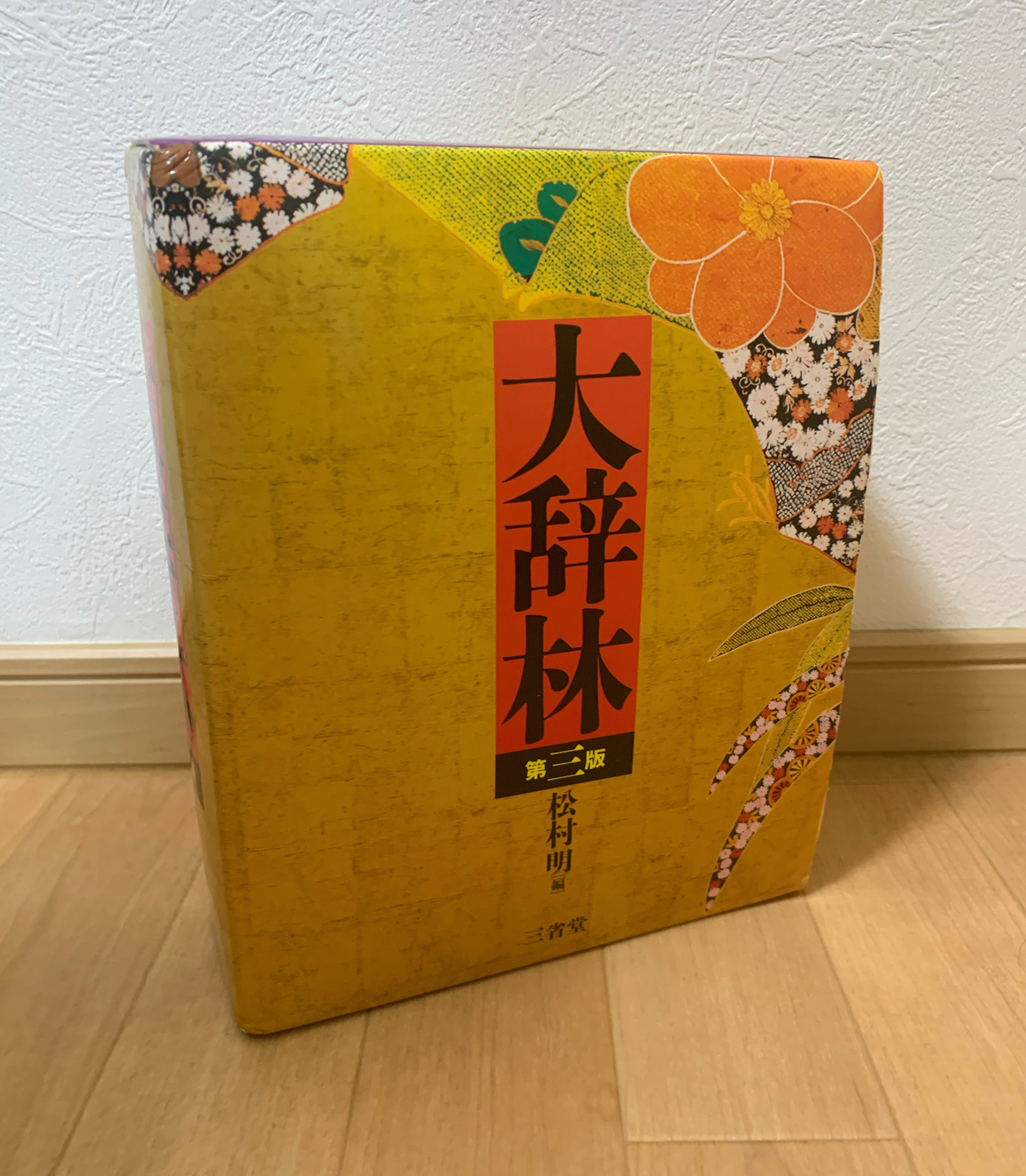
معجم دايجيرين.

- معجم كوجيئين (باليابانية: 広辞苑، أي "الحديقة الواسعة للعبارات")، الذي أصدرته دار إيوانامي شوتن لأول مرة عام 1955 (الطبعة السابعة والأحدث صدرت عام 2018)، يعد من أبرز المعاجم اليابانية وأكثرها احتراما من الشعب الياباني. أشرف على تحريره اللغوي شينمورا إيزورو. يضم المعجم نحو 200,000 مدخلا لغويا، ويتميّز بتقديم تعاريفه وفق ترتيب زمني تاريخي، مما يجعله أداة نافعة لفهم تطوّر المعاني عبر الزمن. كثيرًا ما يستشهد بتعاريف هذا المعجم في افتتاحيات الصحف اليابانية باعتباره مرجعًا موثوقًا، غير أنّ هناك معاجم أُخرى تتفوّق عليه أحيانًا من الناحية المعجمية.صورة لنسخ عديدة من معجم كوجيئين معروضة للبيع في أحد شوارع اليابان.معجم دايجيرين (باليابانية: 大辞林، أي "الغابة العظيمة للعبارات")، الصادر لأول مرة عبر دار سانسيدو عام 1988 (الطبعة الرابعة والأحدث صدرت عام 2019)، من تحرير ماتسومورا أكيرا. يضم هذا المعجم نحو 233,000 مدخلا لغويا، ويُقدّم تعاريف دقيقة منظّمة بحسب الشيوع والاستخدام المعاصر، بدلًا من الترتيب التاريخي، مما يُسهّل على القارئ الوصول إلى المعنى الأشيع.معجم دايجيرين.معجم دايجيسين (باليابانية: 大辞泉، أي "النبع العظيم للعبارات")، الذي صدر عبر دار شوغاكوكان عام 1995 (الطبعة الثانية والأحدث عام 2012)، من تحرير ماتسومورا أكيرا، مما جعله شبيهًا شبه تام بمعجم دايجيرين. يتميّز عن سابقه بتحسينات طفيفة، من أبرزها استخدام صور ملونة بدلًا من الرسومات الخطية، وتفضيل الاستشهادات المعاصرة على الاقتباسات الاتباعية.[6]المبنى الرئيسي لدار شوغاكوكان الناشرة لمعجم دايجيسين.

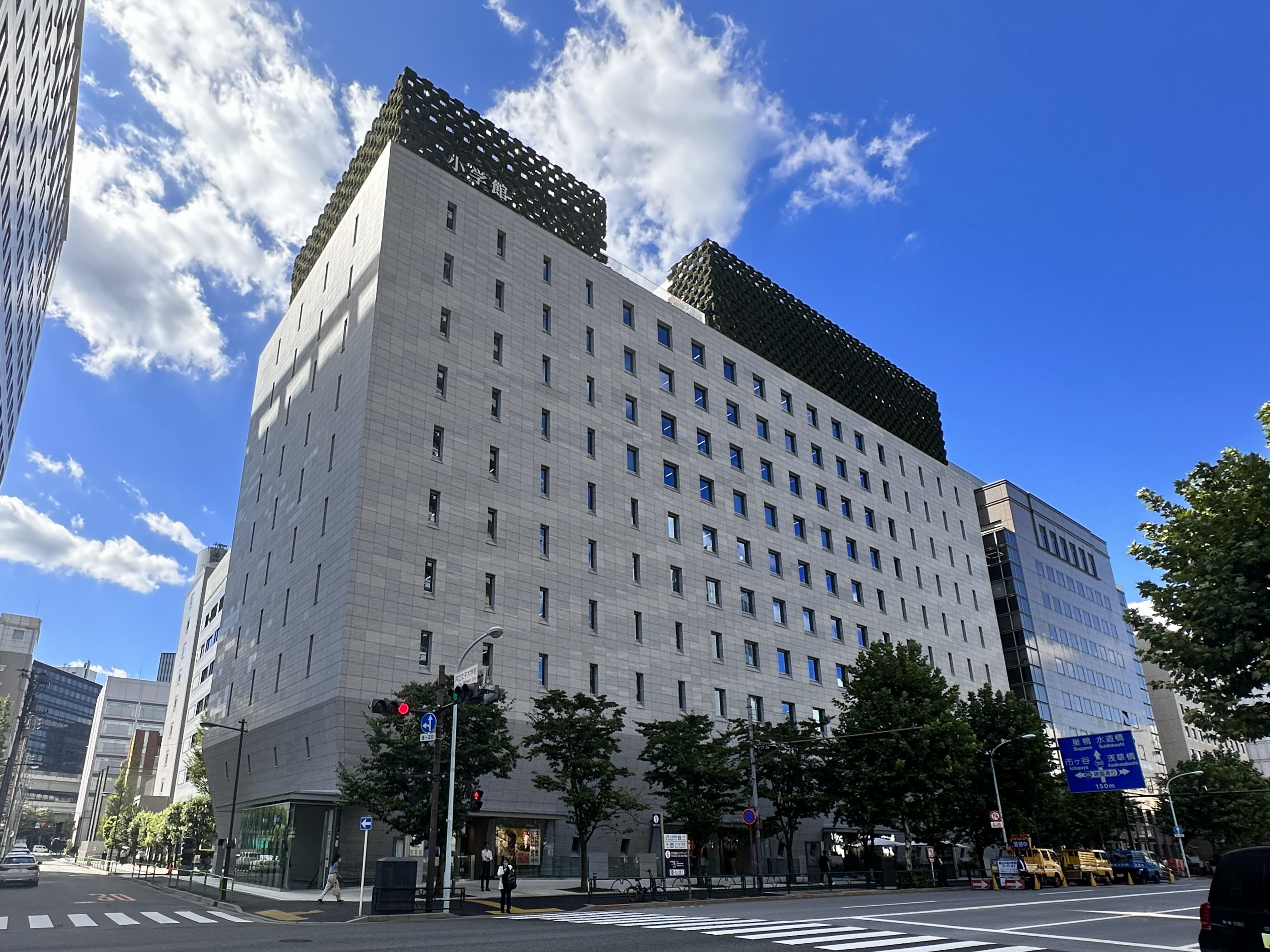
المبنى الرئيسي لدار شوغاكوكان الناشرة لمعجم دايجيسين.

حجم هذه المعاجم الضخم يتيح لها تكوين تغطية شاملة لألفاظ اللغة اليابانية، غير أنّ ضخامتها تجعل استخدامها مرهقًا وصعب التنقل.
تحظى المعاجم المتوسطة ذات المجلد الواحد بأفضلية نسبية من حيث سهولة الحمل، وسلاسة الاستخدام، وانخفاض السعر. في ما يلي عرض لعدد من أعلام المعاجم اليابانية متوسطة الحجم:
- معجم سانسيدو للغة اليابانية (باللغة اليابانية: 三省堂国語辞典، الترجمة الحرفية للأسم: "معجم سانسيدو للغة القومية")، إصدار دار سانسيدو عام 1960 (الطبعة الثامنة والأحدث صدرت عام سنة 2021)، حرره كنبُو هيدِتوشي (باللغة اليابانية: 見坊豪紀). يحتوي المعجم بنسخته المحدثة على نحو 84,000 مدخلا لغويا (كانت الطبعة الأولى منه الصادرة عام 1960 تضم نحو 57,000 مدخلا لغويا). يتميّز المعجم بتركيزه على الاستعمالات المعاصرة للمصطلحات اليابانية، ويضم عددًا كبيرًا من التعابير العامية.دار سانسيدو.

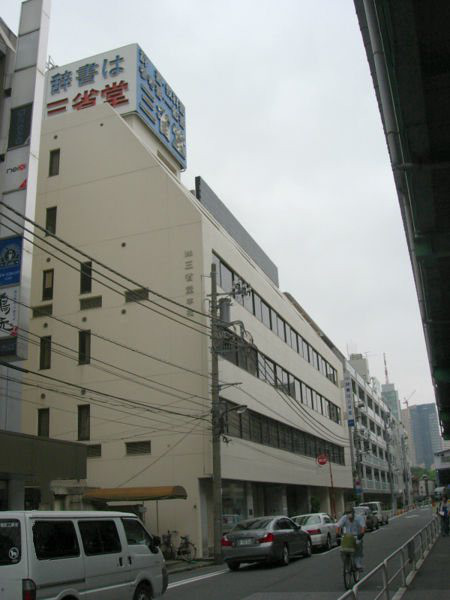
دار سانسيدو.

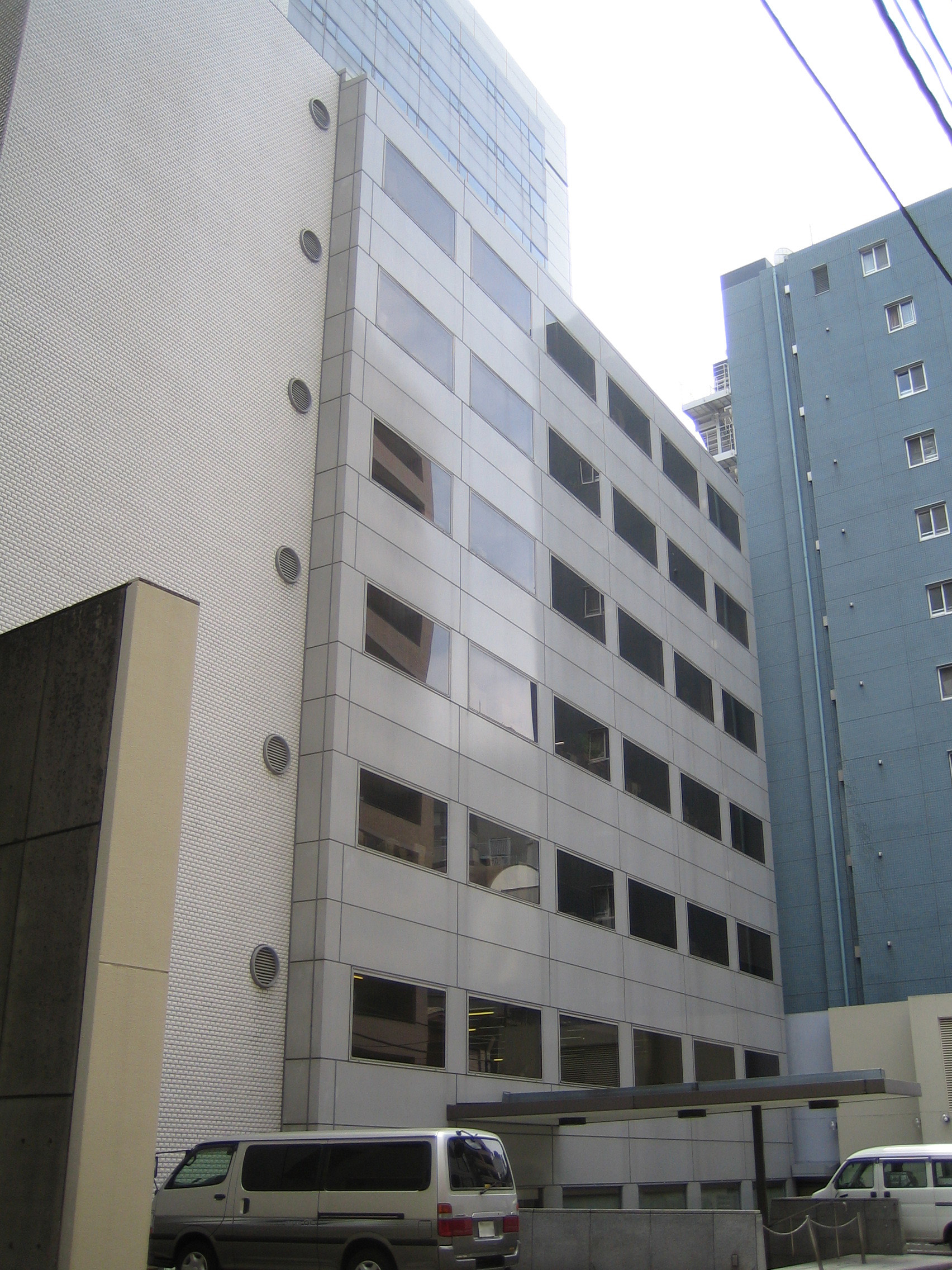
مبنى دار إيوانامي الرئيسي للنشر الناشرة لمعجم إيوانامي للغة اليابانية.

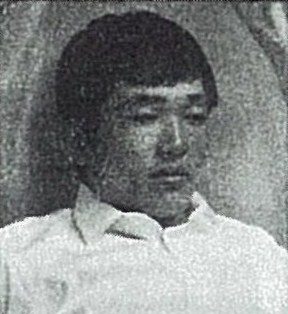
صورة لجينباي أكاسيجاوا عام 1961.

- معجم إيوانامي للغة اليابانية (باللغة اليابانية: 岩波国語辞典)، إصدار دار إيوانامي شوتن عام 1963 (الطبعة الثامنة والأحدث صدرت عام 2019)، بإشراف نيشيو مينُورو (باليابانية: 西尾実). يحتوي المعجم على نحو 57,000 مدخلا لغويا، ويُسوق باعتباره مرجعًا موثوقًا ومعتدًّا به في الدقة والضبط.مبنى دار إيوانامي الرئيسي للنشر الناشرة لمعجم إيوانامي للغة اليابانية.المعجم الياباني الجديد للإيضاح الجلي (باللغة اليابانية: 新明解国語辞典)، إصدار دار سانسيدو عام 1972 (الطبعة الثامنة والأحدث صدرت عام 2020)، بإشراف يامادا تاداُو (山田忠雄). يحتوي المعجم على نحو 79,000 مدخلا لغويا ويتمتع بشعبية واسعة، واشتهر بأسلوبه التعريفي الفريد والمثير أحيانًا، خاصة بعد أن تناوله جينباي أكاسيجاوا (赤瀬川原平) في كتابه الأكثر مبيعًا سنة 1996 الذي جمع طرائف تعريفاته.المعجم الياباني الجديد للإيضاح الجلي.صورة لجينباي أكاسيجاوا عام 1961.معجم ميجي شوين المختار للغة اليابانية (باللغة اليابانية: 明治書院精選国語辞典)، إصدار عام 1972 (الطبعة المنقحة صدرت عام 1998)، حرّره مياجي يوتاكا (宮地裕) وكاي موتسُرُو (甲斐睦郎). يضم المعجم نحو 50,000 مدخلا لغويا، ويتفرّد بإدراج مزايا إضافية مثل المترادفات، والأضداد، وترتيب الخطوط.

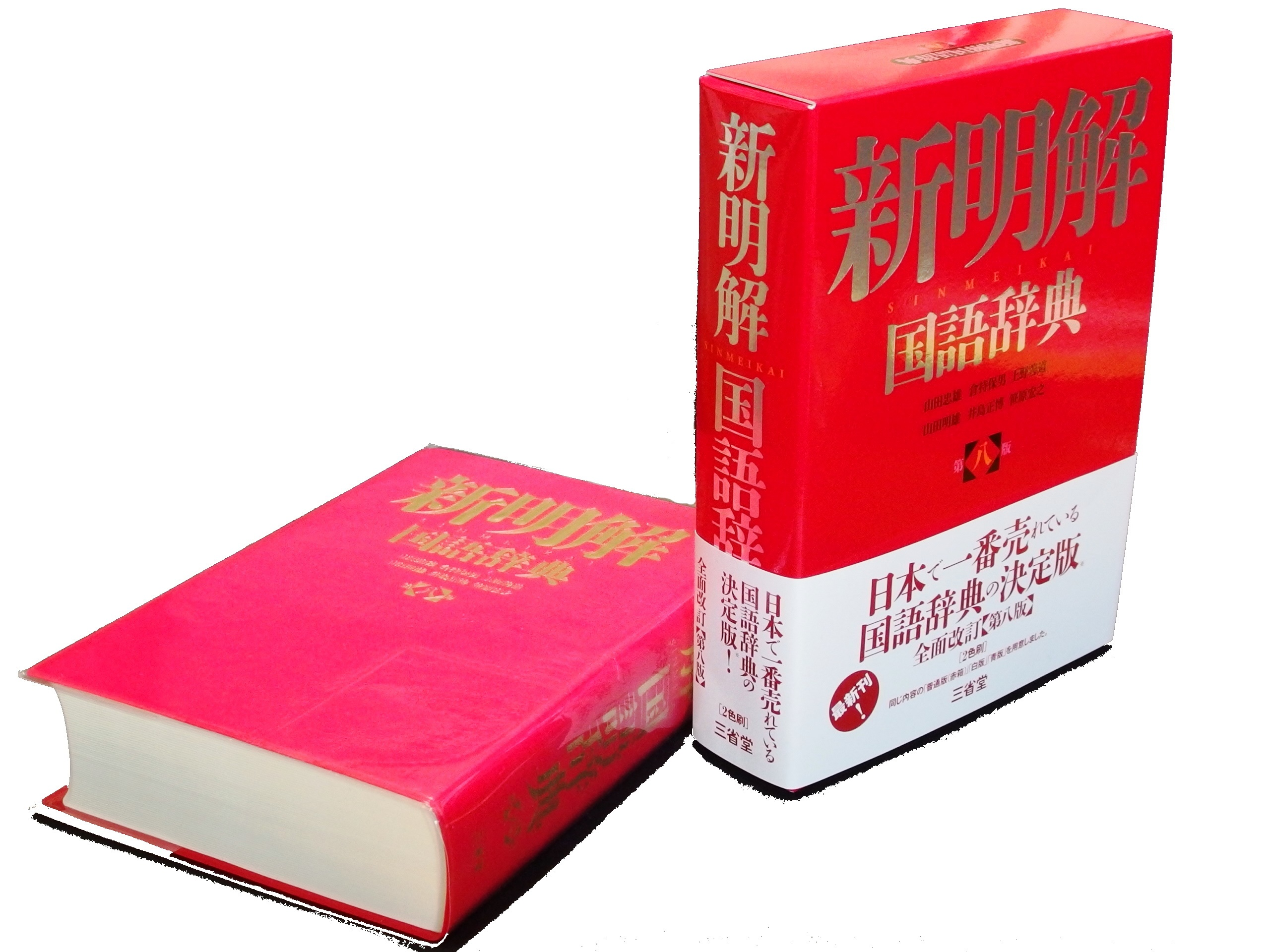
المعجم الياباني الجديد للإيضاح الجلي.

- معجم اللغة اليابانية المعاصر المفسر بالأمثلة (باللغة اليابانية: 現代国語例解辞典)، إصدار دار شوغاكوكان عام 1985 (الطبعة الخامسة والأحدث صدرت عام 2016)، بإشراف هاياشي أُوكي (林巨樹). يحتوي المعجم على 69,000 مدخلا لغويا، ويضم عددًا من الجداول التوضيحية حول استعمالات اللغة اليابانية.
- معجم غاكِّن الكبير للغة اليابانية (باللغة اليابانية: 学研国語大辞典)، إصدار دار غاكوشو كِنكيوشا عام 1978 (الطبعة الثانية والأحدث صدرت عام 1988)، بإشراف كيندايجي هارهِهيكو (金田一春彦) وإيكِدا ياسابُرُو (池田弥三郎). يضم المعجم نحو 120,000 مدخلا لغويا. يُعد هذا المعجم أول معجم ياباني جرى تحريره بالكامل باستخدام الحاسوب، ويحتوي على شواهد توضيحية مأخوذة من أكثر من 350 مصدرًا منشورًا.

### المعاجم ثنائية اللغة اليابانية-الإنجليزية
بدأ تاريخ المعاجم اليابانية-الإنجليزية في أواخر عهد إيدو. فقد ألّف المبشّر النصراني الإنجليزي والتر هـ. ميدهيرست، رغم أنه لم يزر اليابان قط، أول كُتيّب لغوي ثنائي اللغة بعنوان "مفردات إنجليزية ويابانية، ويابانية وإنجليزية"، نُشر في باتافيا سنة 1830. أما أوّل معجم إنجليزي–ياباني بالمعنى الفعلي، فقد أعدّه المترجم الهولندي هوري تاتسونوسكي (堀達之助)، الذي عمل مترجمًا مع العميد البحري ماثيو كالبرايث بيري. حمل المعجم عنوان "معجم الجيب للّغة الإنجليزية واليابانية" (باللغة اليابانية: 英和対訳袖珍辞書)، ونشر عام 1862. استند هذا المعجم إلى معاجم ثنائية اللغة إنجليزية–هولندية وهولندية–يابانية، وضمّ نحو 35,000 مدخلا لغويا. ازدهر نشر المعاجم الإنجليزية–اليابانية في حقبة تايشو. 

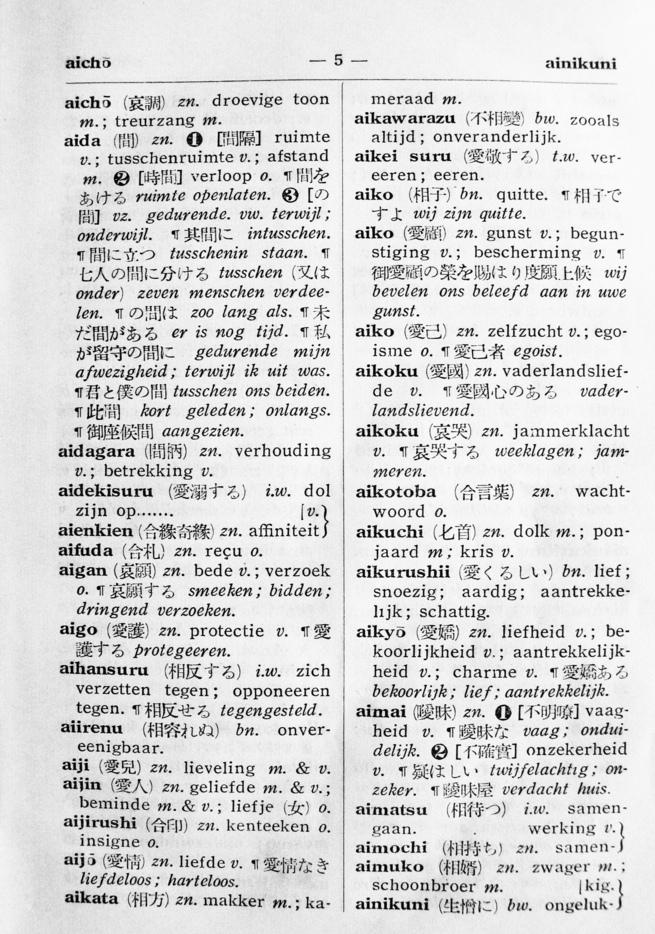
صفحة من معجم ياباني-هولندي.

في الوقت الحاضر، توجد عدة معاجم رئيسية معتمدة ثنائية اللغة إنجليزية-يابانية, هذه بعض منها:
- المعجم الإنجليزي–الياباني الشامل من إصدار دار إيوانامي (باليابانية: 岩波英和大辞典)، الصادر عام 1970، من تحرير ناكاجيما فوميو (中島文雄)، يضم 110,000 مدخلا لغويا.
- معجم راندوم هاوس الإنجليزي–الياباني من إصدار دار شوغاكوكان (باليابانية: 小学館ランダムハウス英和大辞典)، صدر لأول مرة عام 1973 بتحرير هوريوشي كاتسوآكي، ثم نُشرت طبعته الثانية عام 1994 بتحرير كونِشي توموشيتشي (小西友七)، ويحتوي على 345,000 مدخلا لغويا و175,000 مثالٍ استعمالي.
- المعجم الجديد الإنجليزي–الياباني من إصدار دار كينكيوشا (باليابانية: 研究社新英和大辞典)، يضم 260,000 مدخلا لغويا.

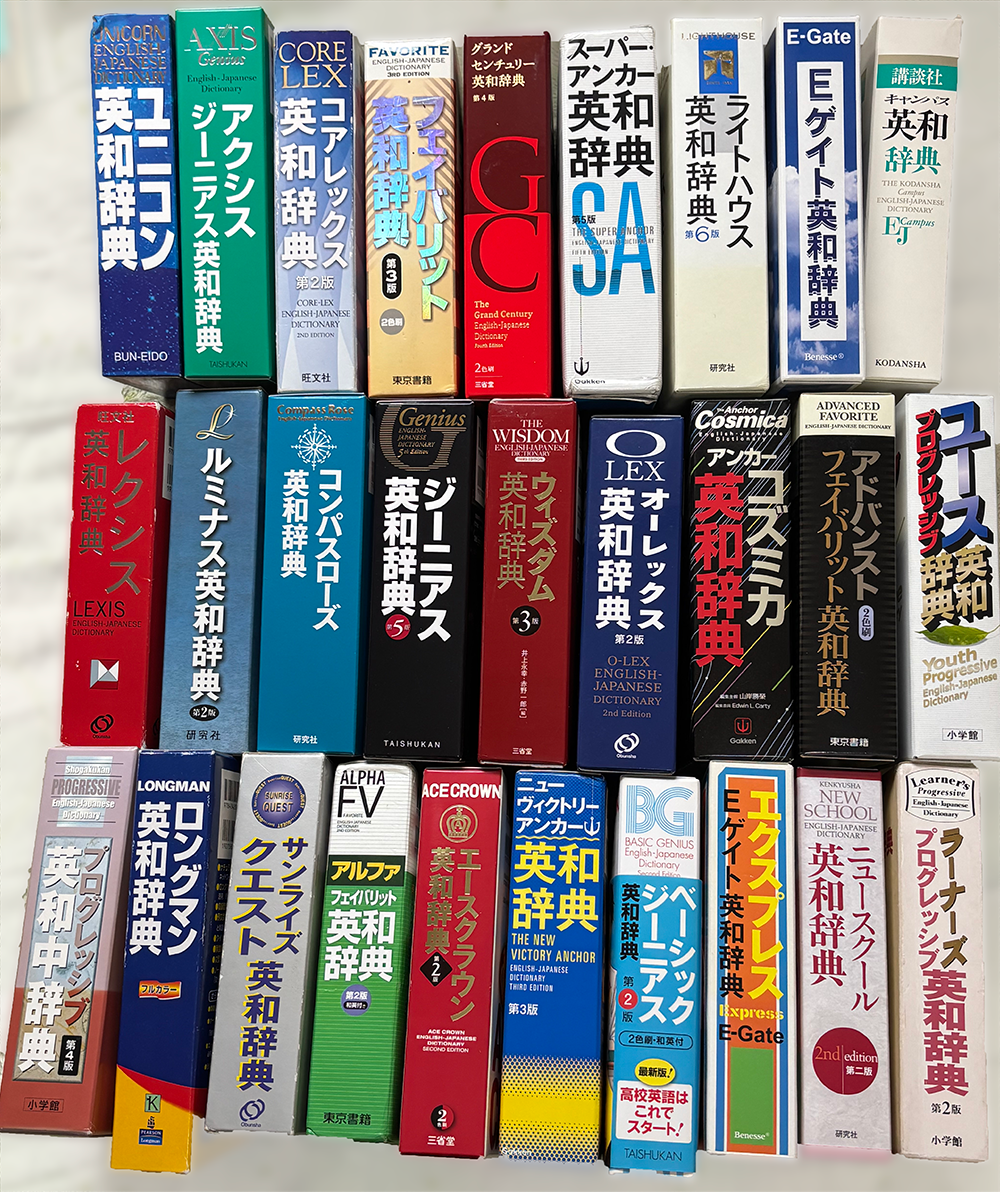
بعض من المعاجم الإنجليزية – اليابانية.